# Marco Franzelli
Marco Franzelli (Roma, 7 settembre 1959) è un giornalista, conduttore televisivo e telecronista sportivo italiano.

## Biografia
Ha cominciato a fare il giornalista a 17 anni, in un quotidiano del pomeriggio a Roma, in una televisione locale e poi a L'Occhio diretto da Maurizio Costanzo. Nel marzo del 1980, dopo aver frequentato un corso di comunicazione e giornalismo presso la Luiss, è arrivato al TG1 con un contratto di collaborazione a tempo determinato per la redazione sportiva diretta da Tito Stagno lavorando per i servizi e i collegamenti in Mercoledì Sport e 90º minuto e per i testi redazionali della La Domenica Sportiva. È stato assunto nel dicembre del 1983 dopo aver lavorato anche in cronaca e per i servizi speciali del TG1, in particolare per il settimanale Tam Tam curato da Nino Criscenti.
Nel 1985 si è trasferito a Milano per entrare a far parte della redazione di Linea Diretta, il programma quotidiano in seconda serata su Rai Uno di Enzo Biagi, dedicandosi alla cronaca e alla società italiana.  Dal 1986, è diventato la firma principale del TG1 al seguito del campionato del mondo di Formula 1 con interviste esclusive ai principali campioni dell'epoca, da Ayrton Senna ad Alain Prost. Si è occupato dei principali avvenimenti sportivi, dalle Olimpiadi alla Coppa del Mondo di sci alpino negli anni di Alberto Tomba. Dal 1987 (come seconda voce di Paolo Rosi ai campionati del mondo di Roma) e poi in prima persona dal 1988 al 1992, è stato il telecronista per l'atletica leggera (sua la telecronaca del rientro alle gare di Pietro Mennea il 10 agosto del 1987) e ha collaborato alla Domenica Sportiva con Sandro Ciotti e Gianni Minà, con servizi speciali e interviste in studio.
Dal 1992 ha condotto TG1 sport, lo spazio di approfondimento sugli avvenimenti sportivi in onda tutti i giorni dopo il TG1 delle 20. Nominato capo redattore nel 1996, è stato Capo della Redazione Società, Ambiente e Sport fino al 1998 quando è stato scelto come Capo della Redazione Cultura, Spettacolo e Sport, sempre al TG1. Dal 2005 al 2007 è stato responsabile dei Servizi Speciali del TG1. Nell'edizione del TG1 delle 20 commenta il Campionato del Mondo di Formula Uno e pubblica con il presidente della Ferrari Luca di Montezemolo, nel 2001, per i tipi di Bompiani, il volume "Le grandi vittorie Ferrari". 
Nella stagione 2003-2004 è stato il conduttore con Roberta Capua di Uno Mattina. Dal 2004 al 2013 è stato conduttore dell'edizione delle 17 del TG1, per poi ricoprire la carica di caporedattore della redazione Società, Cultura e Sport al TG1. Nel 2009 vince la 43ª edizione del concorso letterario Coni per la sezione saggistica con il volume "La partita più importante", edito da Rizzoli, insieme a Donatella Scarnati. Da aprile 2014 diventa vicedirettore di Rai News 24; il 18 dicembre dello stesso anno passa alla vice direzione di Rai Sport con la responsabilità delle trasmissioni Rai sul campionato del mondo di Formula 1 e la delega per l'informazione sportiva su Rai News 24.
Dal 2016 al 2018 è stato inviato nei Gran Premi di Formula 1 che la Rai ha trasmesso in diretta, mentre dal 2019 in occasione del Giro d'Italia è il nuovo conduttore de Il processo alla tappa. Vicedirettore di Rai Sport con delega per gli sport invernali, l'atletica, il nuoto e la Formula 1. Collabora con i suoi servizi al TG1, al TG2 e al TG3. A novembre 2022 riceve il premio Coni-Ussi per la sta attività al desk della televisione. 
Nel 2023 ha vinto la 60ª edizione del "Premio Bancarella Sport"  e la IX edizione del Premio letterario "Memo Geremia- Città di Padova" con il volume "Una vita in alto" , pubblicato da Rai Libri, nel quale si racconta la storia sportiva di Sara Simeoni, campionessa olimpica e primatista del mondo nel salto in alto.
Dal 27 marzo 2023 assume la direzione ad interim di Rai Sport, subentrando ad Alessandra De Stefano; mantiene l'incarico fino al 25 maggio dello stesso anno. Dal 13 agosto 2023 torna al Tg1 con il ruolo di editorialista. 

## Televisione
- TG1 Sport (Rai 1, 1992-1997)
- Unomattina (Rai 1, 2003-2004)
- TG1 (Rai 1, 2004-2013)
- Pole Position (Rai 1, 2016-2017)
- Il processo alla tappa (Rai 2, 2019)

## Opere
- Luca Di Montezemolo, le grandi vittorie Ferrari, 2001, Bompiani Editore
- Motor Show, trent'anni di motori a Bologna, 2006, Franco Angeli Editore
- Lo sberleffo di Godot-Alessandro Del Piero con Donatella Scarnati, 2006, Limina-Rai Eri
- Montezemolo: l'uomo della rinascita per Ferrari Opera Omnia, 2007, RCS-Quotidiani/La Gazzetta dello Sport
- La partita più importante - Gianluca Pessotto con Donatella Scarnati, 2008, Rizzoli
- Carlo Mazzone - Una vita in campo con Donatella Scarnati, 2010, Baldini Castoldi Dalai Editore
- Zàtopek, la locomotiva umana, 2011, Biancoenero Edizioni
- 8x100. Da Owens a Bolt, la sfida impossibile di otto medaglie d'oro, 2012, Biancoenero Edizioni
- Una vita in alto, con Sara Simeoni, 2022, Rai Libri